# Philodromus orarius
Philodromus orarius är en spindelart som beskrevs av Schick 1965. Philodromus orarius ingår i släktet Philodromus och familjen snabblöparspindlar. Inga underarter finns listade i Catalogue of Life.